# Aube (Mosela)
Aube é uma comuna francesa na região administrativa de Grande Leste, no departamento de Mosela. Estende-se por uma área de 5,31 km². Em 2010 a comuna tinha 274 habitantes (densidade: 51,6 hab./km²).